# The Gospel of Wealth

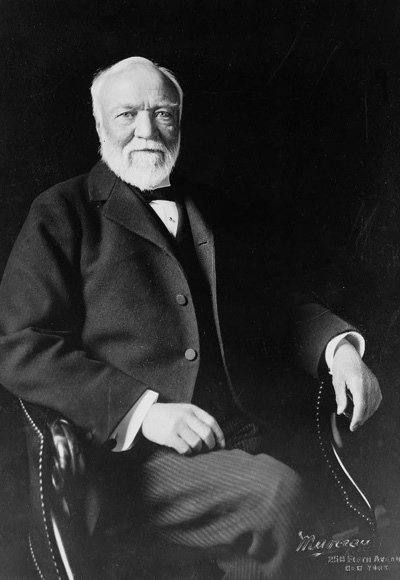
Andrew Carnegie

The Gospel of Wealth (dt. Das Evangelium des Reichtums) ist ein ursprünglich 1889 unter dem Titel Wealth im North American Review publizierter Essay des US-amerikanischen Großindustriellen Andrew Carnegie. Mit der Carnegie Steel Company hatte er durch Stahl ein Vermögen gemacht und galt damals als reichster Mann der Welt.

## Inhalt
The Gospel of Wealth ist ein Plädoyer für Philanthropie. Das Spenden für wohltätige Zwecke sieht Carnegie als moralische Pflicht an. Er betont die Verantwortung, die Reichtum mit sich bringt und bezieht sich dabei auf christliche Werte. Dekadenz dagegen lehnt er ab. Der Reiche soll als Treuhänder der Armen tätig sein (“the millionaire will be but a trustee for the poor”). Er soll sein nach Carnegies Ansicht überlegenes Wissen und seine Erfahrung für die Gemeinschaft einsetzen, da er besser fähig sei, das Geld zu verwalten (“administering it for the community [does] far better than it could or would have done for itself”).
Er befürwortet Unterstützung vor allem für Menschen, die sich selbst helfen und der Unterstützung würdig seien. Laster dagegen sollen nicht durch Almosen unterstützt werden.
Als Problem seiner Zeit sieht Carnegie die ungleiche Verteilung des Reichtums und die extremen Gegensätze zwischen arm und reich an. Er lehnt den Kapitalismus selbst aber keineswegs ab. Dieser sei die Grundlage der materiellen Entwicklung, die bessere Lebensbedingungen mit sich gebracht habe. Im Vergleich mit den Nachteilen für die Menschen insgesamt seien die Vorteile des Wettbewerbs überwiegend. Andrew Carnegie argumentiert, dass Reichtum in den Händen weniger durch das System des Kapitalismus die Profiteure des Systems verpflichte, der Gesellschaft etwas zurückzugeben. Es werde der Tag kommen, an dem das öffentliche Urteil über einen Mann, der mit einem angehäuften Millionenvermögen stirbt, ohne es vorher zum Wohle der Gemeinschaft einzusetzen, sei: “The man who dies thus rich dies disgraced” („Der Mann, der so reich stirbt, stirbt in Schande“).

## Rezeption heute
Bill Gates und Warren Buffett wurden zu ihrer 2010 gestarteten Initiative The Giving Pledge, bei der die US-amerikanischen The World’s Billionaires Geld für wohltätige Zwecke spenden sollen, durch den von Carnegie verfassten Essay The Gospel of Wealth inspiriert.
Auch Chuck Feeney, der zwischen 1982 und 2020 über 8 Milliarden US-Dollar an Bildungseinrichtungen und für gemeinnützige Zwecke spendete, gibt The Gospel of Wealth als wichtige Inspiration an.